# Црква Светих апостола Петра и Павла у Топлацу
Црква Светих апостола Петра и Павла у Топлацу, насељеном месту на територији Градске општине Врањска Бања, православни је храм који припада Епархији врањској Српске православне цркве.
Црква посвећена Светим апостолима Петру и Павлу подигнута је 1870. године, а освећена 22. августа 1906. године, од стране Епископа нишког Никанора, како сведочи и натпис изнад улазних врата.
На престоној икони Богородице записана је 1871. година, са потписом зографа Зафира Деберлије. На царским дверима потписали су се зографи Вено и Зафир, 1872. године. Црква поседује иконостас са 65 икона.